# Оливър Уендел Холмс
Оливър Уендел Холмс е американски лекар, поет, професор, лектор и писател. Считан е от съвременниците си за един от най-добрите писатели на 19 век. Смята се, че е част от кръга на т.нар. Крайогнени поети. Неговата най-известна проза е поредицата „На масата за закусване“, която започва със „Самодържецът на масата за закусване“ (1858). Освен това Холмс е признат за виден реформатор в медицината.

## Биография
Роден е на 29 август 1809 година в Кеймбридж, щата Масачузетс. Получава образованието си в академията Филипс и колежа Харвард. След като завършва Харвард през 1829, Холмс учи за кратко право, преди да се ориентира към медицинския занаят.
Първите му опити в поезията датират от ранна възраст. Една от неговите най-известни творби, в оригинал „Old Ironsides“, е публикувана през 1830 г., и оказва влияние върху запазването на кораба Конститюшън. След като се обучава в престижните медицински училища в Париж, Холмс получава правото да практикува медицина от Харвардското училище по медицина през 1836 година. Преподава в Дартмутското училище по медицина, а после и в Харвард, където служи като декан за известно време. По време на дългогодишната си професорска практика той става застъпник на различни медицински реформи, като една от най-полемичните му идеи е, че лекарите могат да предадат родилната треска от пациент на пациент. Холмс се пенсионира от Харвард през 1882 г., но продължава да пише поезия, романи и есета до смъртта си през 1894 г.
Заобиколен е от бостънския литературен елит, който включва приятели на Холмс като Ралф Уолдо Емерсън, Хенри Уодсуърт Лонгфелоу и Джеймс Ръсел Лоуъл. Оставя незаличима следа в литературния свят на 19 век. Голяма част от творбите му са публикувани в списание „Атлантик Мантли“. За своите литературни и други постижения той получава почетни академични степени от университети в цял свят. В творбите си Холмс увековечава родната бостънска среда, като до голяма степен търси хумора или полемиката в това. Някои от медицинските му работи, най-вече есето му от 1843 г. за заразността от родилна треска, са смятани за новаторски за времето си. Често е канен да пише поезия за нарочени събития, включително много събития в Харвард. Холмс популяризира някои термини като Бостънски брамин и анестезия.

## Избрана библиография
Поезия
- Poems (1836)
- Songs in Many Keys (1862)
- The Last Charge

Изследвания по медицина и психология
- Puerperal Fever as a Private Pestilence (1855)
- Mechanism in Thought and Morals (1871)

Мемоаристика
- The Autocrat of the Breakfast-Table (1858)
- The Professor at the Breakfast-Table (1860)
- The Poet at the Breakfast-Table (1872)
- Over the Teacups (1891)

Романи
- Elsie Venner (1861)
- The Guardian Angel (1867)
- A Mortal Antipathy (1885)

Биографии и пътеписи
- John Lothrop Motley, A Memoir (1876)
- Ralph Waldo Emerson (1884)
- Our Hundred Days in Europe (1887)